# Współczynnik obciążenia demograficznego
Współczynnik obciążenia demograficznego – wskaźnik, który liczy stosunek liczby dzieci (0-14 lat) i osób starszych (ponad 65 lat) do osób w wieku 15-64 lat.

## Współczynnik w Unii Europejskiej
W 2019 roku w Unii Europejskiej współczynnik obciążenia demograficznego wyniósł 54,9%, czyli na każdą osobę utrzymywaną przypada średnio dwie osoby.